# Le Nom de la rose (mini-série)
Pour les articles homonymes, voir Le Nom de la rose.
Le Nom de la rose est une mini-série italo-allemande basée sur le roman d'Umberto Eco, réalisée par Giacomo Battiato, Andrea Porporati et Nigel Williams et dirigée par Giacomo Battiato lui-même. En France, la mini-série est diffusée sur OCS Max dès le 5 mars 2019. En Suisse romande, elle est diffusée dès lundi 25 novembre 2019 sur RTS Deux. En Belgique francophone, elle est diffusée depuis le 21 mars 2020 sur Be Séries.

## Synopsis
En 1327 dans l'Italie, le frère franciscain Guillaume de Baskerville (Guglielmo da Baskerville), suivi du jeune novice Adso de Melk, atteint une abbaye bénédictine isolée pour participer à une discussion sur la pauvreté entre des représentants de l'ordre franciscain et de la papauté à Avignon. À leur arrivée à l'abbaye, les deux sont impliqués dans une chaîne de morts mystérieuses.

## Distribution
- John Turturro (VF : Vincent Violette) : Guillaume de Baskerville
- Damian Hardung (VF : Jean-Stan Du Pac) : Adso de Melk
- Rupert Everett (VF : Bernard Gabay) : Bernard Gui, inquisiteur
- Michael Emerson (VF : Cyrille Artaux) : Abbon
- Sebastian Koch : baron de Neuenberg
- James Cosmo (VF : Achille Orsoni) : Jorge de Burgos
- Fabrizio Bentivoglio (VF : Jean Barney) : Rémigio de Varragine
- Greta Scarano (VF : Youna Noiret) : Margherita / Anna
- Stefano Fresi (VF : Stéphane Bazin) : Salvatore
- Piotr Adamczyk (VF : Charles Uguen) : Séverin de Sant'Emmerano, herboriste
- Corrado Invernizzi (it) (VF : Patrick Mancini) : Michel de Césène
- Richard Sammel (VF : lui-même) : Malachie de Hildesheim, bibliothécaire
- Tchéky Karyo (VF : lui-même) : le pape Jean XXII
- Roberto Herlitzka (VF : Michel Tureau) : Alinardo de Grottaferrata
- Alessio Boni (VF : Florian Wormser) : Fra Dolcino
- Antonia Fotaras : La fille aux cheveux rouges
- Benjamin Stender : Benno d'Uppsala

## Accueil presse
Télérama n'apprécie pas la mise en scène ainsi que les dialogues qui ne sont pas à la hauteur du livre d'Umberto Eco. Les Inrockuptibles trouve aussi que les épisodes ont trop de digressions narratives avec des dialogues artificiels. Le Monde n'est pour sa part pas totalement convaincu par le début de la série due à de longues scènes et d’interminables dialogues. Le Figaro nuance sa critique trouvant que la mini série a des hauts et des bas.